# レッツ・ゲット・シーリアス
『レッツ・ゲット・シーリアス』（Let's Get Serious）は、1980年に発表されたジャーメイン・ジャクソンのアルバム。

## 解説
「レッツ・ゲット・シーリアス」「ホエア・アー・ユー・ナウ」「キープ・ユア・ラヴ・フォー・ミー」の3曲では、スティーヴィー・ワンダーがプロデュースと演奏で参加した。
本作は、ジャーメインのソロ・アルバムとしてはセールス的に大きな成功を収めた作品で、Billboard 200および『ビルボード』R&Bアルバム・チャートで自身初のトップ10入りを果たし、R&Bアルバム・チャートでは1位を獲得した。ジャーメインは本作で、全英アルバムチャートでも初のトップ100入りを果たしている。また、タイトル曲「レッツ・ゲット・シーリアス」もシングル・ヒットして、アメリカのBillboard Hot 100で9位、『ビルボード』のR&Bシングル・チャートで1位を記録し、全英シングルチャートでは自身初のトップ100入りを果たして最高8位に達した。

## 収録曲
1. 「レッツ・ゲット・シーリアス」 - "Let's Get Serious" - 8:05
2. 「ホエア・アー・ユー・ナウ」 - "Where Are You Now" - 3:49
3. 「ユー・ゴット・トゥ・ハリー・ガール」 - "You Got to Hurry Girl" - 4:15
4. 「ウィ・キャン・プット・イット・バック・トゥゲザー」 - "We Can Put It Back Together" - 5:08
5. 「バーニン・ホット」 - "Burnin' Hot" - 7:50
6. 「キープ・ユア・ラヴ・フォー・ミー」 - "You're Supposed to Keep Your Love for Me" - 5:34
7. 「フィーリン・フリー」 - "Feelin' Free" - 7:59

## 参加ミュージシャン
- ジャーメイン・ジャクソン - ボーカル、フィンガー・スナップ
- スティーヴィー・ワンダー - バッキング・ボーカル、チェレスタ、ドラムス、フェンダー・ローズ、フィンガー・スナップ、ギター、ピアノ、シンセサイザー
- ベン・ブリッジズ - ギター
- リック・ズニガー - ギター
- ティム・メイ - ギター
- ポール・ジャクソン・ジュニア - ギター、パーカッション
- イザイア・サンダース - クラビネット
- グレッグ・フィリンゲインズ - キーボード
- ジョー・サンプル - キーボード
- ケヴィン・バッシンソン - キーボード
- ネイザン・ワッツ - ベース、ハンドクラップ
- エディ・ワトキンス・ジュニア - ベース
- スコット・エドワーズ - ベース
- ゲイリー・スコット - シンセサイザー・ベース
- デニス・デイヴィス - ドラムス
- エド・グリーン - ドラムス
- オリー・E・ブラウン - ドラムス
- アール・デルーエン - コンガ、ハンドクラップ
- Emil Radocchia - パーカッション
- ゲイリー・コールマン - パーカッション
- ジーン・エステス - パーカッション
- ラリー・ギッテンス - トランペット
- アレクサンドラ・ブラウン - バッキング・ボーカル
- アンジェラ・ウィンブッシュ - バッキング・ボーカル
- マーヴァ・ホルコルム - バッキング・ボーカル
- キャロライン・クック - バッキング・ボーカル
- ダニー・スミス - バッキング・ボーカル
- ヘイゼル・G・ジャクソン - バッキング・ボーカル
- スージー・イケダ - バッキング・ボーカル
- T・K・カーター - バッキング・ボーカル
- ティナ・マディソン - バッキング・ボーカル
- Abdoulaye Soumare - ハンドクラップ
- キース・ハリス - ハンドクラップ
- レギー・ウィギンス - ハンドクラップ
- ディック・ルドルフ - ハンドクラップ